# 前田元敏
前田 元敏（まえだ もととし、安政4年5月4日（1857年5月26日） -  1927年（昭和2年）1月24日）は戦前日本の英学者。土佐藩出身。岐阜県立岐阜県尋常中学校大垣分校初代校長、日本中学校教頭、郁文館中学校教頭。

## 生涯

### 土佐
安政4年（1857年）5月4日土佐国高知城下（高知県高知市廿代町11番地）に土佐藩槍指南前田元幸の嫡男として生まれた。文久3年（1863年）寺子屋に学び、慶応3年（1867年）5月15日祖父及と藩主山内豊範に御目見した。
明治2年（1869年）藩校致道館に入学して漢学を学び、明治5年（1872年）7月から英学を学び、廃館後、明治6年（1873年）5月共立学舎英語学校に入学して引き続き英学を学んだ。

### 東京
末延道成、千頭清臣等と共に官費貸費生として上京し、1874年（明治7年）9月東京外国語学校に入学し、新渡戸稲造・内村鑑三等と共に学んだ。12月24日英語科が東京英語学校として独立し、1875年（明治8年）9月開成学校に進学した。
1877年（明治10年）9月東京大学予備門全科を修了し、東京大学理学部諸学科に進学、2年生から採鉱冶金学科に進んだが、1881年（明治14年）2月卒業目前で病気のため帰郷し、6月退学した。遊芸に耽って散財したため呼び戻されたともいわれる。

### 高知
1882年（明治15年）4月高知共立学校設立に参加し、洋学教師に就任した。
1883年（明治16年）1月31日共立学校を解雇され、11月26日高知県高知中学校三等教諭、1884年（明治17年）5月3日二等教諭として高知師範学校に兼勤し、10月2日退職した。1884年（明治17年）1月13日嶽洋社学課局英書科・算術科教師を兼任した。
1885年（明治18年）5月14日岐阜県教諭試補となり、大垣中学分校に勤務したが、廃校となり、8月30日退職、9月1日私立大垣英語学校校長に就任した。
1887年（明治20年）6月9日高知県尋常中学校に戻り、1888年（明治21年）1月9日から3月21日まで高知県尋常師範学校に兼務した。

### 熊本・鹿児島・岐阜
1888年（明治21年）12月1日高知尋常中学校を退職し、12月19日熊本市第五高等中学校教授に就任し、英語・博物学・数学を教えた。
1891年（明治24年）1月23日病気のため第五高等中学校を退職し、9月鹿児島県高等中学校造士館外国語科主任を務めた。
1892年（明治25年）8月岐阜尋常中学校に戻り、1893年（明治26年）3月1日岐阜市今泉に開校した私立中学師範補充学校で監督を務めた。1894年（明治27年）4月岐阜県尋常中学校大垣分校開校に伴い初代校長を務めた。

### 東京
1895年（明治28年）9月大垣分校長を辞職し、上京して小石川区竹早町に住み、日本中学校に勤務した。1898年（明治31年）9月尋常中学郁文館第2代教頭候補に推されるも実現せず、同年日本中学校教頭に就任した。
1902年（明治35年）同文書院教頭となったが、12月22日教科書疑獄事件に際し収賄幇助の容疑で拘引された。1903年（明治36年）4月4日証拠不十分により免訴となり、1904年（明治37年）9月郁文館中学校英語教師に就任した。
1904年（明治37年）日本中学校内に私立東京英語学校を再興し、井上十吉、武信由太郎、斎藤祥三郎、佐久間信恭等を招聘したが、1年6ヶ月で閉校した。1921年（大正10年）2月23日郁文館第3代教頭となった。
晩年小石川区久堅町の自宅にも塾を開き、第一高等学校の受験指導を行った。
1927年（昭和2年）1月風邪を拗らせて急性肺炎を患い、1月24日早暁死去した。戒名は篤学院育英日志居士。墓所は多磨霊園4区甲種6側7番。

## 著書
- 『ブラウン英文典 詳文解法独案内』
- 『英和対訳大辞彙』
- ウィルソン・マーシアス原著『プライマー独案内』
- 『訂正増補英和対訳大辞彙』
- 西村貞共編 Kambe’s English Readers.
- 『ほととぎす』 - 父元幸への鎮魂歌集。
- 川田正澂共編 Nesfield’s Idiom and Grammar – Abridged and Adapted for Japanese Students.
- 井上十吉・斎藤祥三郎共著『英語作文』
- 『英語中学卒業生之友 巻の壱』
- Japanese Views and Reviews.（『今昔日本人の視点』） – 『週刊 ザ・ファー・イースト』に連載。
- 『問題詳解 英文和訳ノート』
- 『問題詳解 英文法ノート』
- 阿部新作共編『大正三年度諸官立学校入学試験問題詳解』

## 教え子
- 浜口雄幸（高知時代）[1] - 浜口家への入家を取りなした[2]。
- 小橋一太（熊本時代） [1]。
- 斎藤博（熊本時代）[1]。
- 大町桂月（熊本時代）[1]
- 加藤高明 （日本中学時代）[1]

## 栄典
- 1891年（明治24年）12月 従七位[1]

## 人物
若い頃は素行が悪く、高知の料亭の抱芸妓と心中を試みたことがあった。
難解な土佐弁を話し、語尾に「じゃろう」を付けるのが口癖だった。日本中学での同僚田部重治は「前田と話す時は日本語よりも英語の方がよくわかった」と回想している。
英文学はシェークスピアよりジョン・ミルトンを重んじ、ウォルター・スコットの『湖上の美人』を称賛した。休日には将棋、釣りを楽しみ、葉巻を嗜んだ。

## 前田家

### 先祖
1. 利国 – 山城国出身。応仁の乱勃発後、土佐国幡多荘に逃れた[2]。
2. 平兵衛利益 – 長宗我部元親に仕え、讃岐国引田の戦いで仙石勘解由を討ち取った[2]。
3. 源十郎利春 – 信親に仕え、豊後国戸次川の戦いで討死[2]。
4. 彦九郎（次郎右衛門）家勝 – 利春弟。元親に仕え、朝鮮出兵、小田原の役に参戦し、長宗我部氏改易後、潜伏した[2]。
5. 元庵 – 医業を営んだ[2]。
6. 七右衛門利宗 – 土佐藩家老野々村迅清に仕官[2]。
7. 素平次宗貞 – 家老深尾内匠に仕官[2]。
8. 宗右衛門利寿 – 白札格[2]。
9. 平兵衛元実[2]
10. 楠次郎及 – 上士格留守居組[2]。
11. 元幸 – 致道館槍術師範役[2]。

家勝の墓は高知市布師田西谷、利寿から元幸までの墓は高知市東秦泉寺にある。

### 親族
- 父：元幸
- 母：久[1]
  - 妹：安井とき[1]
  - 弟：運吉 – 投機に手を出し、家財を散財させた[1]。
- 妻：京 – 大垣魚屋町[2]の商家出身[1]。
  - 長男：元 – 1888年（明治21年）8月24日生[2]。日本電気に勤務[1]。
    - 孫：汪 – 元長男[2]。
    - 孫：昭 – 元次男[2]。
    - 孫：博 – 元三男。英語通訳[1]。
    - 孫：収[2]
      - 曽孫：ブライアン・マエダ[2]

  - 次男：直 – 1896年（明治29年）1月16日生[2]。ハルビン駐在海軍武官。戦後8年間ソ連に抑留され、ウラジミール中央収容所（ロシア語版）に収容された[1][5]。
  - 三男：幸久 – 1899年（明治32年）6月28日生[2]。福井県立鯖江高等学校長[1]。
    - 孫：敢 – 幸久長男[2]。
    - 孫：葵 – 幸久次男[2]。

  - 娘：鈴木静子[1] – 1907年（明治40年）9月生[2]。